# Mitsubishi Space Star
Pour les articles homonymes, voir Mitsubishi Space Star (homonymie).
Cet article concerne Le monospace basé sur la Carisma produit de 1998 à 2005 et vendu exclusivement en Europe. Pour la citadine vendue dans le reste du monde sous le nom de Mirage, voir Mitsubishi Space Star (citadine).

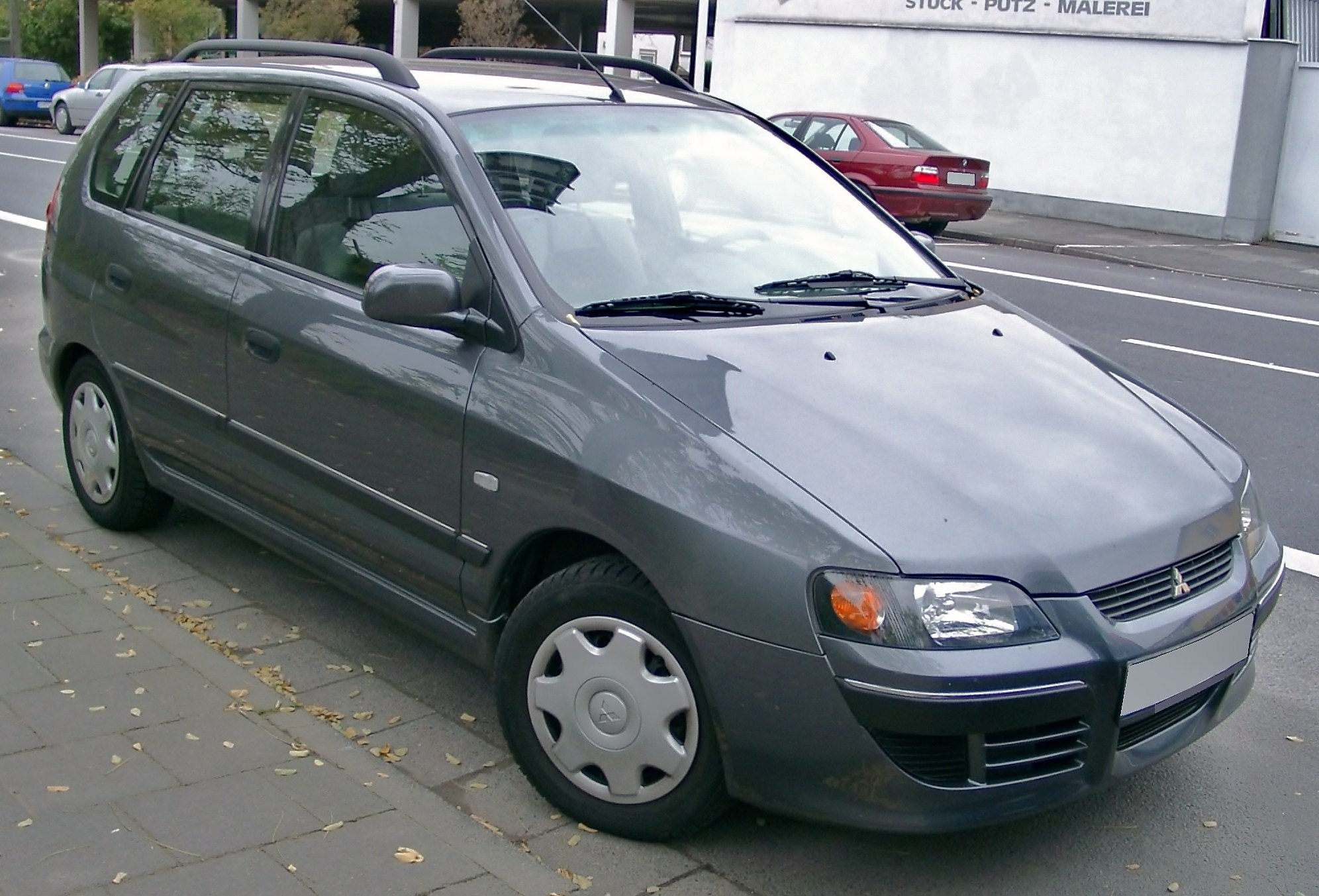
Mitsubishi Space Star phase 2, avant.

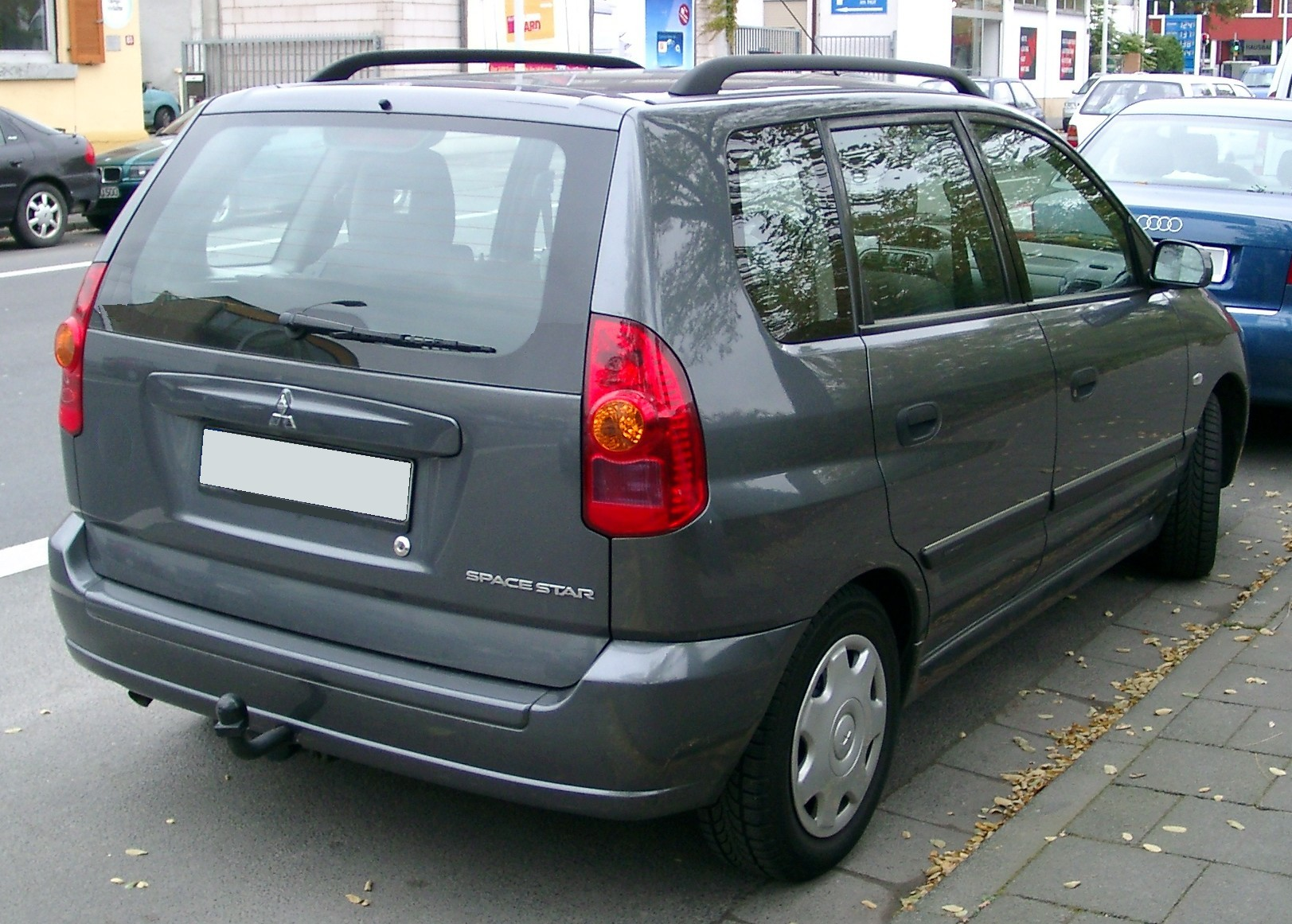
Mitsubishi Space Star phase 2, arrière.

Le Space Star est un petit monospace compact du constructeur automobile japonais Mitsubishi, basé sur la Mitsubishi Carisma, destiné au marché européen et produit entre 1998 et 2005 aux Pays-Bas.

## Sécurité
En 2001, le Mitsubishi Space Star a obtenu le score de trois étoiles lors de l'essai de choc Euro NCAP pour la sécurité des occupants adultes et le score de deux étoiles pour la protection des piétons.
Il a bénéficié d'un restylage en 2002.